# René-Pierre Quentin
René-Pierre Quentin (Collombey-Muraz, 5 agosto 1943) è un ex calciatore svizzero, di ruolo centrocampista.

## Carriera

### Club
Ha trascorso tutte e tredici le stagioni in carriera nella prima divisione svizzera, torneo in cui ha quindi totalizzato complessivamente 273 presenze e 78 reti.

### Nazionale
Tra il 1964 ed il 1973 ha totalizzato complessivamente 34 presenze e 10 reti con la nazionale svizzera, con la quale ha anche partecipato ai Mondiali del 1966.

## Palmarès

### Club

#### Competizioni nazionali
- Coppa Svizzera: 2

Sion: 1964-1965, 1973-1974
Zurigo: 1969-1970